# Tentative de coup d'État du 28 septembre 1951 en Argentine
Le coup d’État du 28 septembre 1951 en Argentine fut une tentative avortée de coup d’État entreprise, en vue de renverser le gouvernement constitutionnel du président Juan Perón, par des effectifs rebelles issus de l’armée de terre, de la marine et de la force aérienne argentines, et commandés par le général à la retraite Benjamín Menéndez. Dans leur brève proclamation, les rebelles accusaient le gouvernement d’avoir entraîné le pays dans « un effondrement total de son crédit intérieur et extérieur, tant sur le plan moral et spirituel que matériel ». Les restrictions imposées par les péronistes aux libertés civiques et à l’activité de l’opposition, la réforme constitutionnelle qui autorisait désormais la réélection du président, ainsi que les mesures de politisation des forces armées semblent avoir contribué à déterminer les militaires putschistes à agir, en dépit des divers avantages que le gouvernement avait par ailleurs accordés aux militaires pour s’assurer leur loyauté.
Les effectifs rebelles se heurtèrent à la résistance — active ou subreptice — des sous-officiers chargés des chars de combat du groupe insurgé initial, puis furent frustrés de l’appui d’unités sur lesquelles ils avaient pensé pouvoir compter, raisons qui les amenèrent bientôt à se rendre aux forces loyalistes.

## Toile de fond
La réforme constitutionnelle de 1949 marqua une nouvelle étape dans la politique de Perón en ceci que les modifications apportées à la constitution, qui tendaient à renforcer l’hégémonie du gouvernement et du parti péroniste, affectaient aussi les relations tant avec l’opposition politique qu’avec les forces armées argentines. La nouvelle loi électorale en particulier, qui limitait les possibilités pour les nouveaux partis d’exercer le pouvoir et interdisait les coalitions, ainsi que les tentatives de mise au pas de la presse, se traduisant p.ex. par l’activité de la Commission Visca et par l’expropriation du journal La Prensa, avaient fini par convaincre plusieurs dirigeants de l’opposition que Perón ne consentirait à renoncer au pouvoir que par la force, point de vue qui rencontra quelque résonance également auprès d’officiers retraités tels que le général Benjamín Menéndez.
Dans les premières années de son gouvernement, Perón avait tenté de s’assurer l’allégeance des militaires argentins. Lors de ses fréquentes visites aux garnisons, il avait soin de souligner dans ses discours les liens étroits qui unissaient l’armée argentine au peuple. En outre, il s’attacha à lever les obstacles à la participation des militaires à la politique et permit à ceux-ci de briguer des fonctions électives — encore qu’ils eussent d’abord à solliciter l’approbation de leur ministère de tutelle — tout en leur donnant la faculté, dans l’optique de leur futur avancement, de comptabiliser dans le calcul de leur ancienneté le temps passé dans l’accomplissement de ces fonctions. À tous les niveaux à partir du grade de premier lieutenant, le temps minimum requis avant de monter au grade supérieur fut réduit ; en même temps, la période fut prolongée où un officier pouvait rester à son poste sans monter en grade avant d’avoir l’obligation de prendre sa retraite.

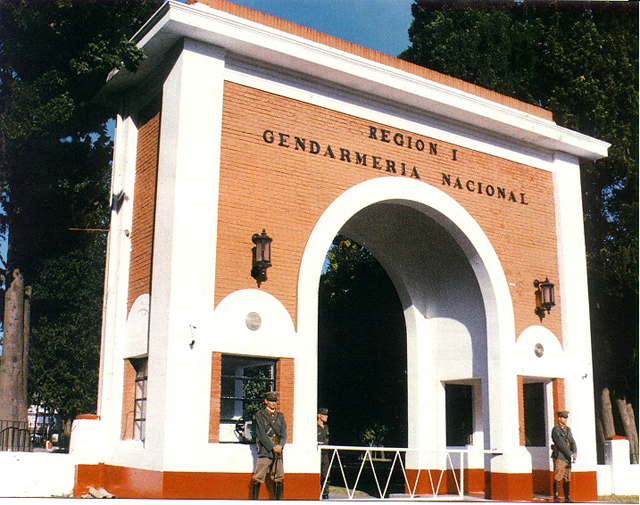
Un des portails d’entrée du camp militaire Campo de Mayo à Buenos Aires.

Par voie de décret réservé, une augmentation de salaire fut accordée au personnel des forces armées et un groupe choisi d’officiers supérieurs put de surcroît bénéficier de permis spéciaux par lesquels ils pouvaient importer des véhicules à des prix dits « de liste » inférieurs à la moitié du prix pratiqué sur le marché argentin. Cet avantage, accordé aussi dans quelques autres cas à des sportifs, des artistes, des fonctionnaires, etc., signifiait un bénéfice économique réel attendu que l’officier bénéficiaire pouvait ou bien en avoir jouissance lui-même, ou bien aliéner le permis à un tiers moyennant une somme substantielle. Pour quelques officiers, cette disposition était vue comme un moyen de corruption dissimulée.
Quant aux sous-officiers, ils se virent attribuer de meilleurs logements ; à proximité des unités militaires, des quartiers furent aménagés à leur usage et à celui de leur famille ; des prêts leur furent accordés ainsi que des bourses d’études pour leurs enfants ; et l’accès à la carrière militaire d’officier fut facilitée à ces derniers. L’octroi de ces privilèges se traduisit par une adhésion politique croissante au péronisme mais, en même temps, il semble que cela ait agi comme un facteur d’irritation chez certains officiers qui voyaient leurs propres privilèges diminuer de portée.
Entre 1950 et 1955, le nombre de postes de colonel inscrits au budget de l’État fut augmenté de quelque 40 % et le nombre de généraux de 47 %, bien que les effectifs restassent les mêmes et que le nombre d’officiers dans son ensemble fût abaissé. Après la nomination en 1949 du général Franklin Lucero comme ministre des Armées, les considérations d’ordre politique semblent avoir joué un rôle plus déterminant dans la décision des promotions pendant que, au surplus, la structure de commandement fut confiée à des généraux proches de Perón, avec la seule exception du général Eduardo Lonardi ; la plus grande concentration d’officiers hostiles à Perón se trouvait dans les hautes sphères des instituts de formation des trois armes.

## Préparatifs

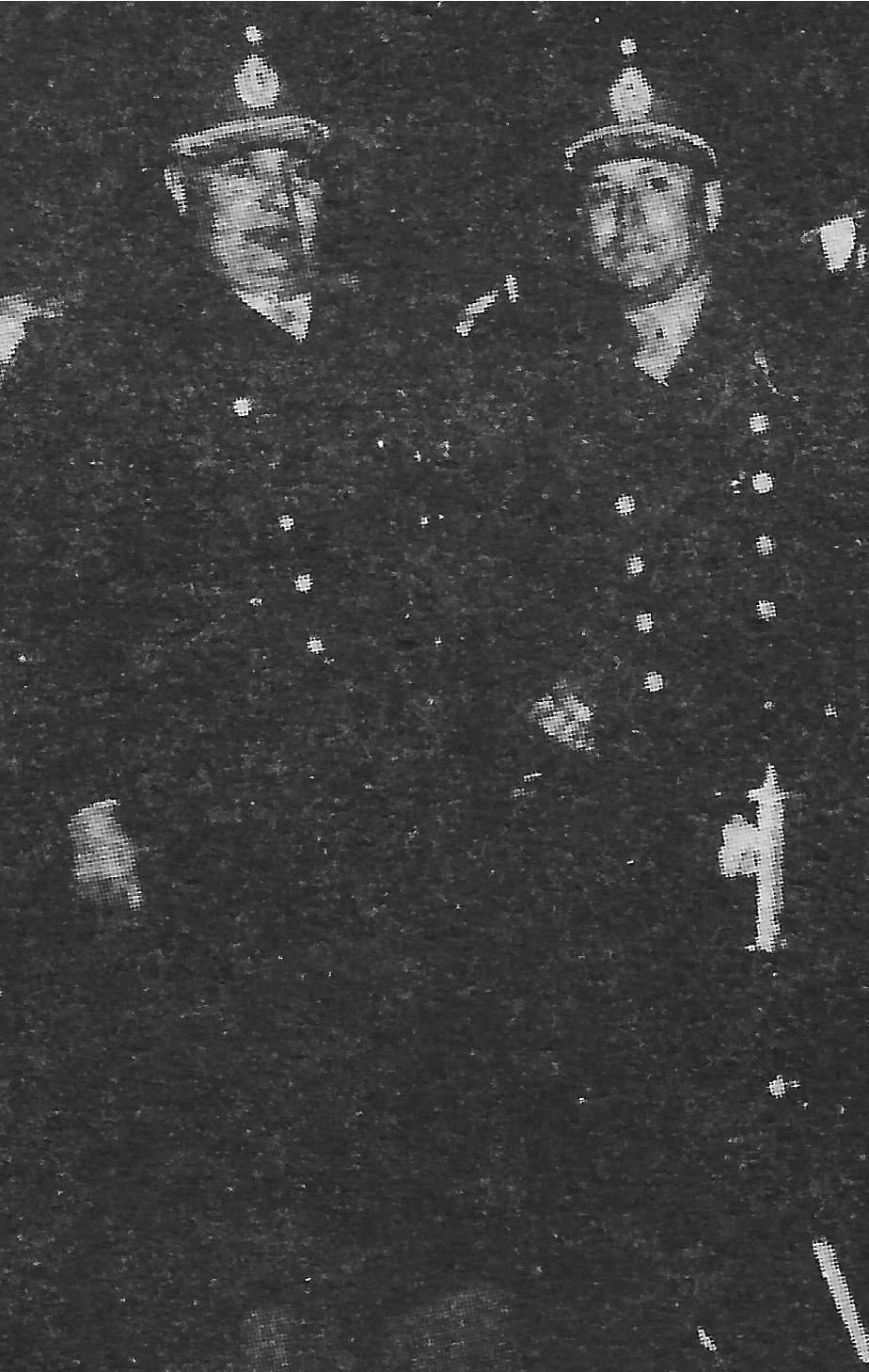
Le ministre des Armées, le lieutenant-général Franklin Lucero (à droite) aux côtés de José Domingo Molina Gómez (à gauche).

C’est justement à l’École supérieure de guerre que se constitua un groupe de conjurés avec l’objectif de renverser le gouvernement de Perón. Ce groupe se choisit pour chef le seul haut gradé non affilié au pouvoir en place et ayant des troupes sous son commandement, c’est-à-dire le général Lonardi, commandant du premier corps d’armée, qui ne s’était jamais engagé dans la politique et qui jouissait d’un grand prestige auprès de ses collègues.
Les historiens Alain Rouquié et Robert A. Potash ont postulé l’existence de deux conspirations distinctes faisant route parallèle en vue de renverser Perón, thèse à laquelle n’adhérait pas Félix Luna, qui affirmait au contraire qu’« en réalité […], il n’y avait qu’une seule conspiration en 1951. Ou plutôt, un état de virtuel soulèvement dans quelques secteurs de l’armée, auquel il ne fallait qu’un chef pour se matérialiser ». 
Menéndez et Lonardi tiendront en août 1951 deux réunions secrètes, où leurs désaccords se feront jour. Si le premier voulait agir immédiatement, pour mettre à profit la situation économique dégradée et l’apparition de dissensions importantes à la tête de l’État, Lonardi pour sa part jugeait que la situation n’était pas alors suffisamment mûre. En outre, Lonardi était partisan d’un programme de gouvernement qui s’efforcerait de maintenir les lois sociales, alors que Menéndez avait en vue une dictature provisoire, avec abolition de la réforme de 1949 ; cependant, ce qui séparait fondamentalement les deux hommes — selon l’expression de Potash, qui rejoint la vision de Luna — était « la dignité personnelle, l’orgueil et l’ambition ».
Le 28 septembre 1951, Menéndez crut percevoir un moment politiquement propice et donna ordre de déclencher le coup d’État, en voulant tirer parti de deux circonstances favorables : le régiment de chars, qui était caserné à Magdalena, à une centaine de km au sud-est de Buenos Aires, et dont on savait qu’il était loyal au gouvernement, serait en manœuvres loin de son unité, pendant qu’au même moment la force aéronavale de Punta Indio, établie à 150 km environ au sud-est de Buenos Aires, qui était appelée à se rebeller, serait elle aussi en exercice de manœuvres, c’est-à-dire prête à se déployer. Lonardi qui, lassé des directives politiques de son ministre de tutelle, avait sollicité sa mise à la retraite, à quoi il avait du reste été accédé immédiatement, s’il décida de ne pas se joindre au coup de force, laissa cependant ses subordonnés libres d’agir, dont une partie appuya le putsch. Le plan du coup d’État était hardi : les rebelles s’empareraient des chars de Campo de Mayo, se rendraient au Collège militaire de la Nation (à El Palomar, dans la proche banlieue de la capitale), qui se serait soulevé entre-temps ; ensuite, ces forces conjointes devaient s’unir aux effectifs de La Tablada, lesquels auraient préalablement occupé la base aérienne de Morón, où viendraient atterrir les avions Gloster Meteor venus de Tandil pour les appuyer. Ces avions, ajoutés à ceux stationnés à Punta Indio, bombarderaient si besoin était les autres aéroports voisins de Buenos Aires et le palais de gouvernement, tandis que la colonne terrestre ferait mouvement sur la capitale.

## Exécution du coup d’État

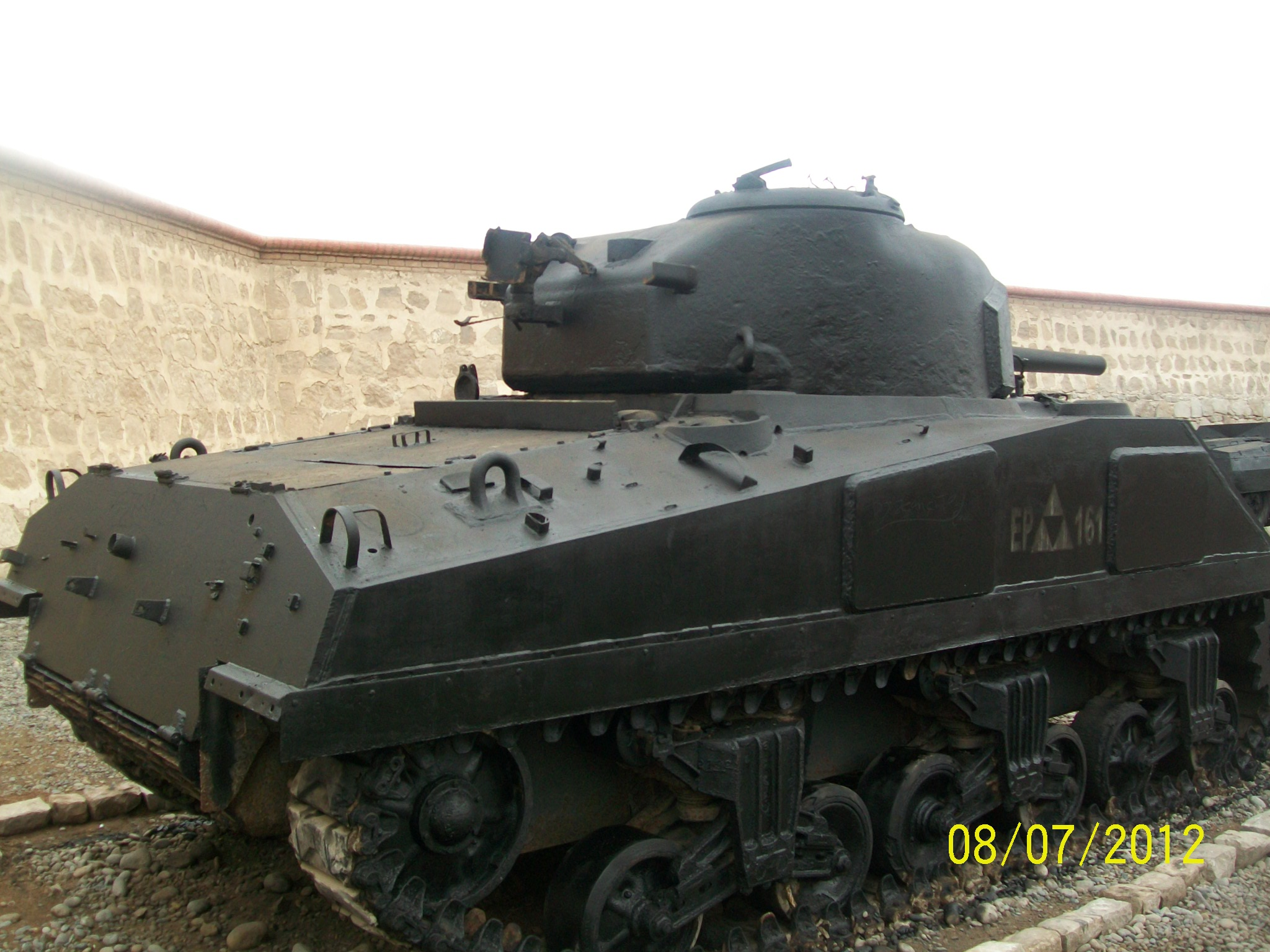
Char d’assaut Sherman, de même type que celui présent à Campo de Mayo.

Le 28 septembre à l’aube, le capitaine Alejandro Agustín Lanusse, à la tête d’un groupe d’effectifs de l’École de cavalerie de Campo de Mayo, se rendit maître du portail no 8 du camp, puis livra passage à Menéndez et à son état-major. De là, ils se rendirent d’abord à l’École de cavalerie, qui avait déjà été soulevée par le capitaine Víctor Salas, puis au régiment C-8, où, alors qu’il était déjà 7 heures du matin, l’on constata qu’il n’y avait pas de carburant pour faire rouler les chars. Sur ces entrefaites survint le chef du C-8, le lieutenant-colonel Julio Cáceres, qui était loyal au gouvernement et reçut le soutien des sous-officiers présents ; lors de l’échange de coups de feu qui s’ensuivit, le caporal Miguel Farina périt, cependant que les rebelles finirent par avoir le dessus. Des trente chars, seuls sept purent être mobilisés — probablement par suite d’un sabotage commis par les sous-officiers —, mais avant d’avoir pu atteindre la sortie du camp cinq autres encore refusèrent le service et durent être abandonnés ; finalement, la colonne putschiste se mit en branle, sous le commandement du général Menéndez, avec seulement deux chars Sherman, trois unités de blindés et 200 hommes à cheval.
La colonne se dirigea vers le Collège militaire de la Nation à El Palomar, sis à une heure de route, mais, s’ils ne furent pas combattus par les effectifs de l’école, les rebelles ne reçurent pas non plus de la part de ses autorités l’appui escompté. Menéndez ordonna de poursuivre le mouvement jusqu’au point de rencontre convenu avec le détachement mécanisé de La Tablada, qu’à ce moment Menéndez supposait encore en état de soulèvement, jusqu’à ce que vers trois heures de l’après-midi il apprît que, face à la mobilisation de troupes loyales qu’avait réussi à susciter le commandant en chef de l’armée, le général Ángel Solari, ledit détachement s’était rendu. Menéndez, en compagnie de quelques-uns de ses officiers, retourna au Collège militaire, où ils se livrèrent prisonniers.
Entre-temps, l’escadre aéronavale et la base militaire de Punta Indio, qui était entrée en rébellion, empêchaient que des avions pussent décoller de Buenos Aires. Le président proclama l’état de guerre intérieur et la CGT décréta une grève générale de 24 heures, pendant qu’à son appel une multitude accourait à la place de Mai, où Perón leur adressa quelques paroles depuis le balcon de la Casa Rosada. Une escadrille de 20 avions était prête à décoller de Punta Indio et à bombarder le palais de gouvernement, cependant son commandant Baroja, prévenu de la présence des manifestants et voulant éviter un massacre, contremanda l’opération, au moment même où déjà plusieurs unités motorisées faisaient route vers la base au départ de La Plata. En effet, la maîtrise des airs n’était d’aucun secours aux rebelles dès le moment qu’ils manquaient de forces terrestres. Peu après, Baroja s’échappa en avion en direction de Montevideo, et assuma l’entière responsabilité des actes commis par ceux qui étaient placés sous ses ordres.

## Conséquences de la rébellion
Le 29 septembre, César R. Ojeda, ministre de l’Aéronautique, et Enrique B. García, ministre de la Marine, remirent leur démission, et furent immédiatement remplacés. Le caporal Farina fut inhumé avec tous les honneurs, tandis que le chef insurgé et ses collaborateurs les plus proches, faits prisonniers, furent jugés en comparution immédiate et punis des peines de prison suivantes :
- Benjamín Menéndez : 15 ans d’emprisonnement.
- Rodolfo Larcher, Agustín Pío de Elía et Armando Repetto : 6 ans d’emprisonnement.
- Julio Rodolfo Alsogaray : 5 ans d’emprisonnement.
- Luis Carlos Busetti, Anacleto Losa et Julio Costa Paz : 4 ans d’emprisonnement.
- Manuel Reimundes : 3 ans d’emprisonnement.

Au total, 111 officiers des trois armes se virent infliger des peines d’emprisonnement, et 66 autres, qui n’avaient pu être appréhendés et jugés, furent rayés de l’armée. D’autres enfin subirent des sanctions administratives, ce qui porta à 200 environ le nombre total d’officiers dont la carrière militaire prit une fin abrupte. Les condamnés à la prison furent incarcérés dans des maisons d’arrêt pour détenus de droit commun, non dans des centres de détention militaires, et seront traités à l’égal de leurs codétenus.
Quelques journaux et hommes politiques liés au pouvoir en place exigèrent que des peines plus lourdes fussent appliquées aux putschistes, y compris la peine capitale ; si Perón se refusa d’aller dans ce sens, il saisit néanmoins l’occasion pour épurer les forces armées en se débarrassant, par des mesures de mise à la retraite, d’un certain nombre d’officiers, quand même ils n’avaient pas eu partie liée avec la rébellion, comme ce fut le cas des généraux Arturo Rawson et Ángel Solari. Partirent ainsi à la retraite 3 généraux de division, 9 généraux de brigade et 8 amiraux.
Félix Luna résuma ainsi les conséquences politiques du 28 septembre :

« Menéndez avait permis de réaliser ce que Perón n’aurait pas osé faire… le président pouvait se reposer sur une armée, une marine et une aviation qui s’étaient débarrassées de tous les facteurs susceptibles d’entraver les projets politiques dans lesquels elles étaient engagées. […] L’écrasement, sans effusion de sang, du coup d’audace de Menéndez […] dissipa les illusions que beaucoup d’hommes politiques avaient caressées sur un rapide renversement. »